# Gisela Beyer

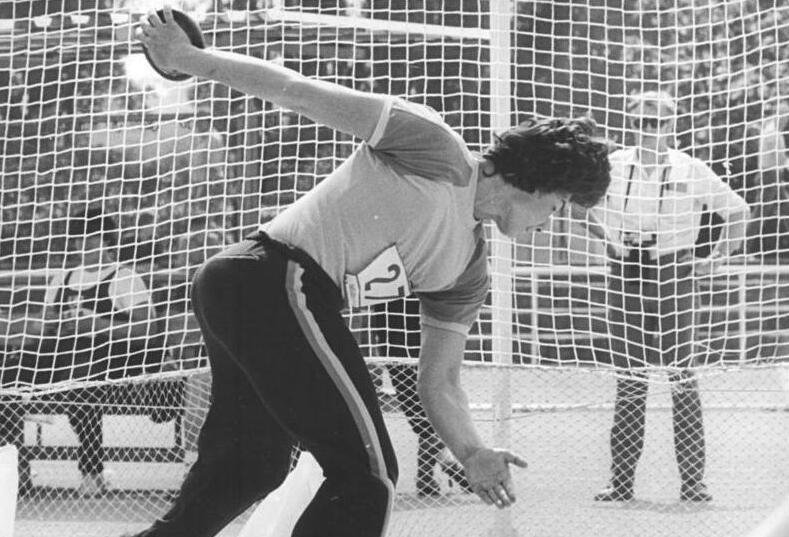
Gisela Beyer 1983, Foto: Benno Bartocha

Gisela Beyer, geschiedene Reißmüller, (* 16. Juli 1960 in Stalinstadt) ist eine ehemalige deutsche Leichtathletin, die für die DDR startete.

## Sportkarriere
Die Diskuswerferin gewann bei den Junioreneuropameisterschaften 1977 die Silbermedaille. Bei den Olympischen Sommerspielen 1980 in Moskau belegte sie den vierten Platz. Bei den Europameisterschaften 1982 wurde sie ebenfalls Vierte. 1983 belegte sie bei den Weltmeisterschaften Platz fünf. 1983 und 1984 war sie DDR-Meisterin. Ihre Bestweite betrug 73,10 m, die sie am 20. Juli 1984 in Berlin aufstellte.
Sie startete für den ASK Vorwärts Potsdam. In den nach der Wende öffentlich gewordenen Unterlagen zum Staatsdoping in der DDR fand sich bei den gedopten Sportlerinnen auch der Name von Beyer.
Gisela Beyer ist die Schwester des Olympiasiegers von 1976 im Kugelstoßen Udo Beyer und des Handball-Olympiasiegers von 1980 Hans-Georg Beyer.

## Auszeichnungen (Auswahl)
- 1984: Vaterländischer Verdienstorden in Gold